# 催款函
催款函是财经应用文里面的一个专业名词，也可以看作是一种应用文。指在经济活动中，卖方在买方未按约定期限缴交款项而使用的信函。商务贸易中，经常会出现买方超过规定期限尚未将货款付给卖方的情况，此时卖方就应该发出催款函提醒买方付款结账。

## 格式

### 标题
可直接表明催款函，也可以在催款函前面加上紧急两个字。

### 称呼语
顶格写上收函公司的名称或个人姓名。

### 正文
催款单位和欠款单位的全称和账号，必要时写上催款单位的地址和电话以及经办人的姓名；双方交易往来的原因、日期、发票号码、欠款金额、拖欠贷款等情况。
处理意见可以从这几方面予以说明：一是要求对方说明拖欠的原因；二是重新确定一个付款的期限，希望对方按时如数交付欠款；三是如再次逾期拖欠，将采取罚金或其他措施。

### 落款
写明催款单位的全称，并加盖公章，最后注明发文日期。